# Lachenalia bowkeri
Lachenalia bowkeri är en sparrisväxtart som beskrevs av John Gilbert Baker. Lachenalia bowkeri ingår i släktet Lachenalia och familjen sparrisväxter. Inga underarter finns listade i Catalogue of Life.